# Clocky

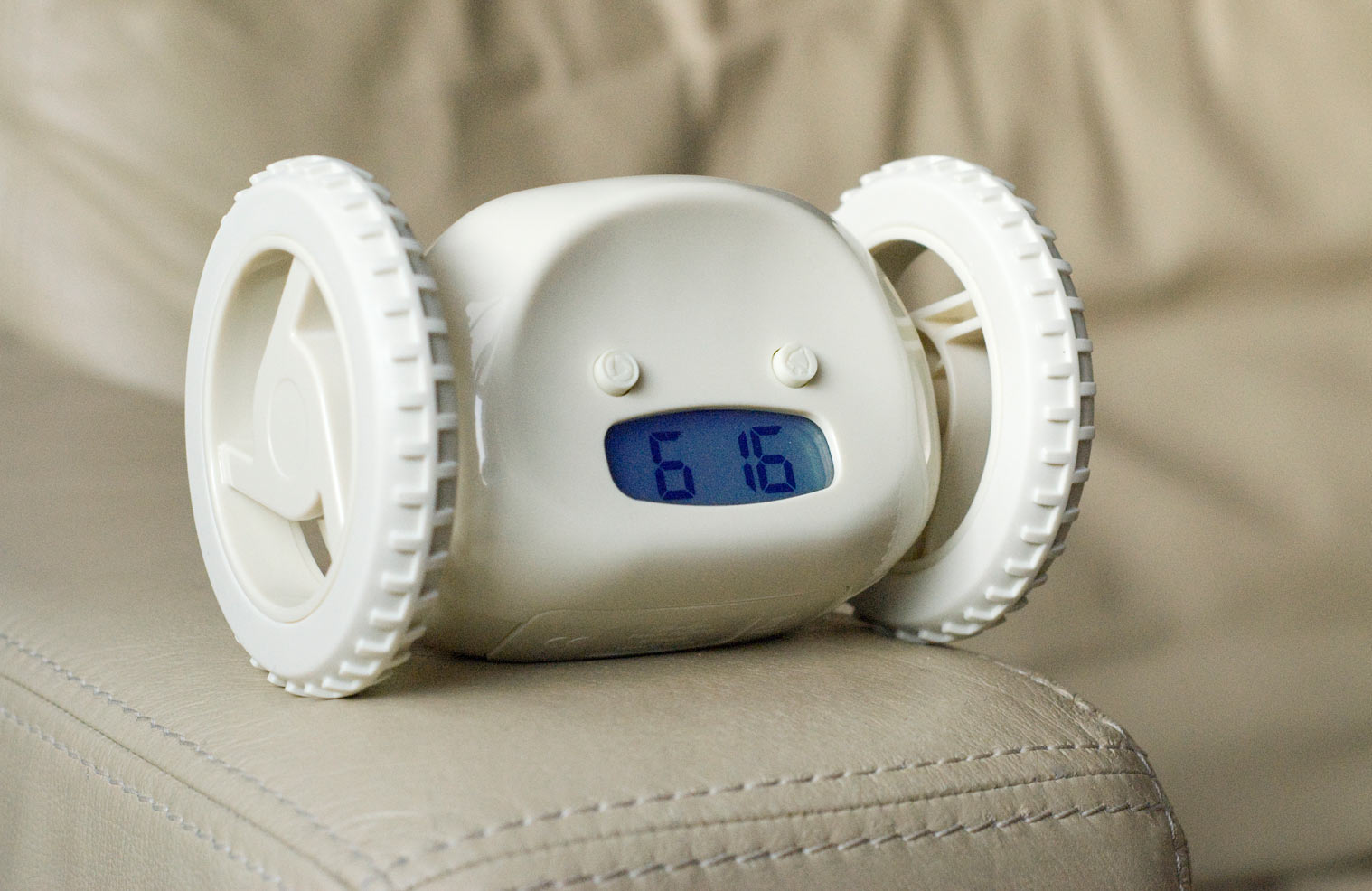
«Классический» дизайн Clocky

Clocky (рус. Часики) — марка электронных будильников производства американской компании Nanda Home Inc. Разработка выпускницы Массачусетского технологического института индийского происхождения Гаури Нанды (англ. Gauri Nanda), ставшей за это изобретение лауреатом Шнобелевской премии 2005 года в номинации «Экономика».

## Описание
Clocky снабжён двумя колёсами с резиновым покрытием диаметром большими, чем корпус. В случае повторного нажатия кнопки режима «дай поспать» (англ. snooze button) колёса приходят в движение, и будильник «уползает» от хозяина, причём микропроцессор обеспечивает случайный выбор траектории движения. Благодаря особенностям конструкции Clocky не опасны падения с высоты до 90 см (например, с прикроватной тумбочки). Таким образом, в момент повторного срабатывания сигнала будильник оказывается в неожиданном месте, вынуждая хозяина сначала найти его и тем самым обеспечивая пробуждение.

## История создания
Прототип, сконструированный осенью 2004 года всего за 3 дня в рамках занятий по промышленному дизайну, был покрыт ворсистым ковровым покрытием, имитирующим шерсть домашнего питомца. Первоначально Нанда не планировала как-либо использовать свою разработку в дальнейшем и забыла прототип в шкафу. Однако через несколько месяцев после того, как описание Clocky было размещено на сайте MIT Media Lab, его изображения попали в популярные блоги Gizmodo, Engadget и BoingBoing и в течение двух недель стали интернет-мемом. Последовало приглашение Нанды в популярное телевизионное шоу «Доброе утро, Америка!». После этого она приняла решение запатентовать разработку и, окончив институт со степенью магистра, с помощью семьи основала компанию.
Через китайский B2B-ресурс AliBaba.com Нанда нашла компанию-аутсорсера в Гонконге и начала производство. Первая партия Clocky в 500 штук была распродана онлайн практически мгновенно. В октябре 2012 года в интервью Нанда сообщила, что общее количество проданных Clocky превысило 500 000 штук. Историю успеха Clocky Гарвардская школа бизнеса использует в качестве одного из кейсов в учебном процессе («Clocky, the Runaway Alarm Clock»). Помимо Clocky компания Нанды реализует и другие аналогичные разработки, например, будильник Tocky, имеющий сферическую форму и способный катиться.
Шнобелевская премия за это изобретение была присуждена именно в номинации «Экономика» в связи с тем, что «люди ДЕЙСТВИТЕЛЬНО встают с постели и, таким образом, теоретически добавляют много продуктивных часов к рабочему дню».